# The Chronological Classics: Earl Hines and His Orchestra 1937-1939
| Recensione | Giudizio |
| ---------- | -------- |
| AllMusic   | [ 1 ]    |

The Chronological Classics: Earl Hines and His Orchestra 1937-1939 è una Compilation del pianista e bandleader jazz statunitense Earl Hines, pubblicato dall'etichetta discografica francese Classics Records nel 1990.

## Tracce

### CD
1. A Mellow Bit of Rhythm – 2:47 (Autore sconosciuto) – Registrato il 10 agosto 1937 a Chicago (Illinois)
2. Ridin' a Riff – 2:57 (Earl Hines) – Registrato il 10 agosto 1937 a Chicago (Illinois)
3. Solid Mama – 2:25 (Jimmy Mundy) – Registrato il 7 marzo 1938 a New York
4. Please Be Kind – 2:51 (Sammy Cahn, Saul Chaplin) – Registrato il 7 marzo 1938 a New York
5. Goodnight, Sweet Dreams, Goodnight – 2:06 (Leonard Whitcup, Teddy Powell) – Registrato il 7 marzo 1938 a New York
6. Tippin' at the Terrace – 2:16 (Charles Fox, Louis Dunlap, Charles Carpenter) – Registrato il 7 marzo 1938 a New York
7. Dominick Swing – 2:23 (Quinn Wilson) – Registrato il 7 marzo 1938 a New York
8. Jezebel – 3:05 (Johnny Mercer, Harry Warren) – Registrato il 17 marzo 1938 a New York
9. Jack Climbed a Beanstalk – 2:03 (Sol Marcus, Eddie Seller, Benny Benjamin) – Registrato il 17 marzo 1938 a New York
10. Indiana – 2:00 (Ballard MacDonald, James F. Hanley) – Registrato il 12 luglio 1939 a New York
11. G.T. Stomp – 2:38 (Walter Hirsch, Gerald Marks) – Registrato il 12 luglio 1939 a New York
12. Ridin' and Jivin' – 2:37 (Elmer Williams) – Registrato il 12 luglio 1939 a New York
13. Grand Terrace Shuffle – 2:37 (Earl Hines) – Registrato il 12 luglio 1939 a New York
14. Father Steps In – 3:05 (Mort Dixon, William Randall, Earl Hines, Charles Fox) – Registrato il 12 luglio 1939 a New York
15. Piano Man – 2:34 (Earl Hines) – Registrato il 12 luglio 1939 a New York
16. The Father's Getaway – 4:10 (Earl Hines) – Registrato il 29 luglio 1939 a New York
17. Reminiscing at Blue Note – 4:16 (Earl Hines) – Registrato il 29 luglio 1939 a New York
18. Riff Medley – 2:46 (Budd Johnson) – Registrato il 6 ottobre 1939 a Chicago (Illinois)
19. Me and Columbus – 2:37 (Walter Hirsch, Gerald Marks) – Registrato il 6 ottobre 1939 a Chicago (Illinois)
20. XYZ – 2:21 (Budd Johnson) – Registrato il 6 ottobre 1939 a Chicago (Illinois)
21. Gator Swing – 2:50 (Walter Hirsch, Gerald Marks) – Registrato il 6 ottobre 1939 a Chicago (Illinois)
22. After All I've Been to You – 2:55 (Liam O'Flynn, Don Redmond, Lee David) – Registrato il 6 ottobre 1939 a Chicago (Illinois)

## Musicisti
A Mellow Bit of Rhythm / Ridin' a Riff

(Earl Hines and His Orchestra)
- Earl Hines - direttore orchestra, pianoforte
- Charlie Allen - tromba
- Milton Fletcher - tromba
- Walter Fuller - tromba
- Louis Taylor - trombone
- Kenneth Stuart - trombone
- Trummy Young - trombone
- Darnell Howard - clarinetto, sassofono alto, violino
- Omer Simeon - clarinetto, sassofono alto, sassofono baritono
- Budd Johnson - sassofonotenore
- Lawrence Dixon - chitarra
- Quinn Wilson - contrabbasso, arrangiamento
- Wallace Bishop - batteria
- Henry Woodip - arrangiamento

Solid Mama / Please Be Kind / Goodnight, Sweet Dreams, Goodnight / Tippin' at the Terrace / Dominick Swing

(Earl Hines and His Orchestra)
- Earl Hines - direttore orchestra, pianoforte
- Freddy Webster - tromba
- George Dixon - tromba
- Ray Nance - tromba
- Ray Nance - voce (brano: Tippin' at the Terrace)
- Louis Taylor - trombone
- Kenneth Stuart - trombone
- Joe McLewis - trombone
- Leroy Harris - clarinetto, sassofono alto
- Budd Johnson - clarinetto, sassofono tenore
- William Randall - clarinetto, sassofono tenore
- Leon Washington - clarinetto, sassofono tenore
- Claude Roberts - chitarra
- Quinn Wilson - contrabbasso
- Quinn Wilson - arrangiamento (brano: Dominick Swing)
- Oliver Coleman - batteria
- Ida Mae James - voce (brano: Please Be Kind)
- Jimmy Mundy - arrangiamento (brano: Solid Mama)

Jezebel / Jack Climbed a Beanstalk

(Earl Hines and His Orchestra)
- Earl Hines - direttore orchestra, pianoforte
- Freddy Webster - tromba
- George Dixon - tromba
- Ray Nance - tromba
- Ray Nance - voce (brano: Jack Climbed a Beanstalk)
- Louis Taylor - trombone
- Kenneth Stuart - trombone
- Joe McLewis - trombone
- Leroy Harris - clarinetto, sassofono alto
- Leroy Harris - voce (brano: Jezebel)
- Budd Johnson - clarinetto, sassofono tenore
- William Randall - clarinetto, sassofono tenore
- Leon Washington - clarinetto, sassofono tenore
- Claude Roberts - chitarra
- Quinn Wilson - contrabbasso
- Oliver Coleman - batteria

Indiana / G.T. Stomp / Ridin' and Jivin' / Grand Terrace Shuffle / Father Steps In / Piano Man

(Earl Hines and His Orchestra)
- Earl Hines - direttore orchestra, pianoforte
- Walter Fuller - tromba
- Walter Fuller - voce (brano: Piano Man)
- Milton Fletcher - tromba
- Edward Sims - tromba
- George Dixon - tromba, sassofono alto
- Edward Burke - trombone
- John Streamline Ewing - trombone
- Joe McLewis - trombone
- Omer Simeon - clarinetto, sassofono baritono
- Leroy Harris - sassofono alto
- Budd Johnson - clarinetto, sassofono alto, sassofono tenore
- Budd Johnson - arrangiamento (brani: Grand Terrace Shuffle, Father Steps In, Piano Man)
- Robert Crowder - sassofono tenore
- Claude Roberts - chitarra
- Quinn Wilson - contrabbasso
- Alvin Burroughs - batteria
- Horace Henderson - arrangiamento (brano: Indiana)
- Skippy Williams - arrangiamento (brano: Ridin' and Jivin')

The Father's Getaway / Reminiscing at Blue Note
- Earl Hines - pianoforte solo

Riff Medley / Me and Columbus / XYZ / 'Gator Swing / After All I've Been to You

(Earl Hines and His Orchestra)
- Earl Hines - direttore orchestra, pianoforte
- Earl Hines - arrangiamento (brano: 'Gator Swing)
- Laura Rucker - voce (brano: Me and Columbus)
- Walter Fuller - tromba
- Walter Fuller - voce (brano: After All I've Been to You)
- Milton Fletcher - tromba
- Edward Sims - tromba
- George Dixon - tromba, sassofono alto
- Edward Burke - trombone
- John Streamline Ewing - trombone
- Joe McLewis - trombone
- Omer Simeon - clarinetto, sassofono baritono
- Leroy Harris - sassofono alto
- Budd Johnson - clarinetto, sassofono alto, sassofono tenore
- Budd Johnson - arrangiamento (brani: Riff Medley e XYZ)
- Robert Crowder - sassofono tenore
- Claude Roberts - chitarra
- Quinn Wilson - contrabbasso
- Quinn Wilson - arrangiamento (brano: 'Gator Swing)
- Alvin Burroughs - batteria
- Jimmy Mundy - arrangiamento (brano: After All I've Been to You)[2]